# 2040-ві
2040-ві роки — V десятиліття XXI століття нової ери, включає роки з 2040 по 2049.

## Очікувані події

### 2040
- 2 травня — часткове сонячне затемнення.
- 8 вересня — вирівнювання великих планет.
- 4 листопада — часткове сонячне затемнення.

### 2044
- Січень — 100 років з часу зняття блокади Ленінграда.
- 23 серпня — повне сонячне затемнення на території США.

### 2045
- 100-річчя перемоги у Другій Світовій війні. 9 травня 2045 на Мамаєвому кургані у Волгограді буде розкрита капсула із зверненням учасників війни до нащадків.

### 2050
- Згідно з прогнозами Департаменту з економічних і соціальних питань ООН, населення Землі досягне 9,1 мільярда чоловік [1].
- Французький демограф Еммануель Тодд передбачив зниження народжуваності та загальносвітовий нульовий приріст населення до 2050 року.[2].
- Згідно з прогнозами ООН Велика Британія до 2050 року матиме найбільше населення в Європі та буде третьою в світі державою по залученню мігрантів[3].
- Згідно з дослідженням Goldman Sachs, Китай, США та Індія будуть найбільшими економіками світу до 2050 року[4].